# Jerry Haleva
Jerome Michael Haleva (geboren op 26 mei 1946) is een Amerikaans acteur. Hij verwierf bekendheid als dubbelganger van Saddam Hoessein.

## Biografie
Jerry Haleva, een Sefardische Jood, is lid van de Republikeinse Partij en heeft als lobbyist gewerkt voor onder meer het American Israel Public Affairs Committee. In 1973 was hij adviseur van een wetgevende commissie die onderzoek deed naar de omstandigheden in gevangenissen in Californië. Hij werkte in ieder geval in 1977 bij de Californische senaat als stafchef voor Bill Campbell.
In 1989 verspreidde een collega een foto van de toenmalig Iraaks leider Hoessein met de tekst "Now we know what Haleva does on his weekends" (Nederlands: 'nu weten we wat Haleva in het weekend doet'). Haleva nam een paar jaar later contact op met Ron Smith, die in de filmindustrie dubbelgangers vertegenwoordigde en voor Haleva een kleine rol in de speelfilm Hot Shots! (1991) regelde, gevolgd door een meer prominente rol in het vervolg, Hot Shots! Part Deux (1993). Naast de Hot Shots!-films en The Big Lebowski speelde hij in enkele andere films en was hij ook te zien in reclames (onder meer voor Nintendo).
Hij besloot in het voorjaar van 2003, toen Irak werd binnengevallen, niet meer te werken als dubbelganger van Hoessein. In januari 2004 kwam hij terug op dit besluit en vertelde hij in een interview dat hij toch wel geïnteresseerd was in een voortzetting van zijn acteercarrière.

## Filmografie
- Hot Shots! (1991)
- Hot Shots! Part Deux (1993)
- The Big Lebowski (1998)
- Jane Austen's Mafia! (1998)
- The First $20 Million Is Always the Hardest (2002)
- Live from Baghdad (2002, televisiefilm)